# Bangi-dong
Bangi-dong (koreanska: 방이동) är en stadsdel i Sydkoreas  huvudstad Seoul. Den ligger i den sydöstra delen av staden i stadsdistriktet Songpa-gu.

## Indelning
Administrativt är Bangi-dong indelat i:
| Namn    | Namn             | Yta km² | Invånare 31 dec 2020 |
| ------- | ---------------- | ------- | -------------------- |
| 방이1동 | Bangi 1(il)-dong | 0,50    | 16 298               |
| 방이2동 | Bangi 2(i)-dong  | 0,80    | 26 675               |